# دهستان هلمه
دهستان هلمه (به لاتین: Helme Parish) یک دهستان در استونی است که در شهرستان والگا واقع شده‌است.

## خصوصیات
دهستان هلمه ۳۱۲٫۷۳ کیلومترمربع مساحت و ۲٬۵۲۵ نفر جمعیت دارد.